# ریچفیلد، کالیفرنیا
ریچفیلد (به انگلیسی: Richfield) یک منطقهٔ مسکونی در ایالات متحده آمریکا است که در شهرستان تهاما، کالیفرنیا واقع شده‌است. ریچفیلد ۱٫۴۵۰ کیلومتر مربع مساحت و ۳۰۶ نفر جمعیت دارد و ۸۱٫۹۹ متر بالاتر از سطح دریا واقع شده‌است.